# ميلاتونيني
الدواء الميلاتونيني هو دواء مؤثر على نظام الميلاتونين في الجسم أو الدماغ.
تتضمن هذه الأدوية ناهضات مستقبل الميلاتونين وضادات مستقبل الميلاتونين.

## طالع أيضًا
- أدينوسيني الفعل
- أدرينالي
- كانابينويدي
- كوليني
- دوباميني الفعل
- هيستاميني
- مفعول أحادي الأمين
- سيروتونيني الفعل
- أفيوني المفعول
- غابي الفعل